# Zabór austriacki
Zabór austriacki – ziemie dawnej Rzeczypospolitej zajęte w wyniku rozbiorów przez monarchię Habsburgów, potocznie określaną jako Austria.
Obszar ziem dawnej Rzeczypospolitej pod władztwem cesarza z dynastii Habsburgów zmieniał się na przestrzeni lat, tj. od pierwszego rozbioru w 1772 r. do zajęcia przez Austrię Wolnego Miasta Krakowa w 1846 r. Odrodzona w 1918 r. II Rzeczpospolita objęła całe terytorium zaboru austriackiego (prócz Spisza).

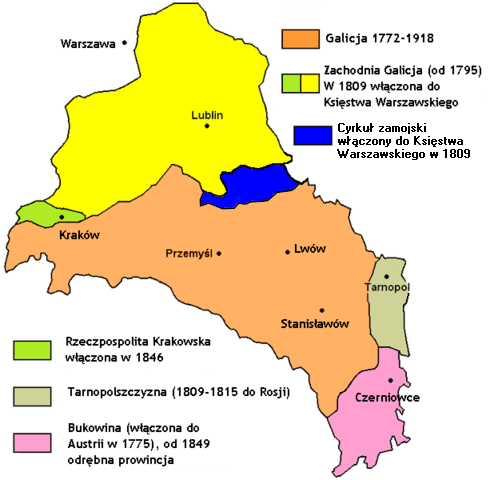
Galicja

Ziemie Rzeczypospolitej po rozbiorach w latach 1795–1806

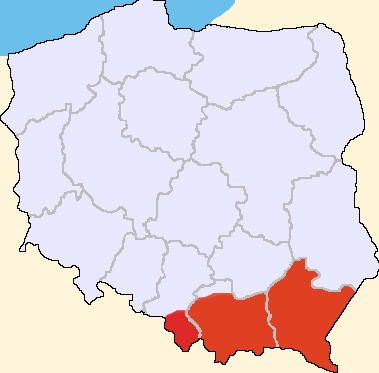
Zasięg państwa austriackiego na mapie współczesnej Polski z lat 1846–1918

## Zajęcie Spisza – rok 1769
W 1769 r. Austria zajęła ziemie Spisza, objęte zastawem spiskim.

## Zajęcie części Podhala – rok 1770
W 1770 r. Austria zagarnęła część Podhala, obejmującą południowe części starostw czorsztyńskiego, nowotarskiego i nowosądeckiego.

## I rozbiór Polski – rok 1772
W jego wyniku Austria zajęła, jako Galicję: województwo ruskie, okolice Zamościa i południową Małopolskę, część Podola i Wołynia – łącznie obszar o powierzchni 83 900 km² zamieszkały przez 2,669 mln osób.
Wojska austriackie przekroczyły granicę 14 maja 1772, a ponieważ wstępne ustalenia co do przebiegu granic zaborów nie były dokładne, armia próbowała zająć jak największe terytorium. Granica z Rosją miała przebiegać na rzece Podhorce. Jednak wojskowi, nie mogąc znaleźć rzeki o tej nazwie (przypuszczalnie chodziło o Seret), doszli aż do Zbrucza.
Praktycznie nigdzie nie natrafiono na opór, z wyjątkiem Lwowa, okupowanego od kilku lat przez wojska rosyjskie. Mimo że traktaty graniczne podpisano 5 sierpnia 1772, wojska rosyjskie opuściły Lwów dopiero 15 września 1772, a tego dnia wkroczyły do niego wojska austriackie pod dowództwem generała Andreasa Hadika de Futaka. 16 września 1772 opuścili Lwów żołnierze polskiej armii koronnej.
Pod koniec 1772 r. ogłoszono wywód uzasadniający prawa Austrii do tych ziem. Autorami wywodu byli hofrat Teodor Antoni Rosenthal, kustosz Adam Kollar i rektor Josef Benczura, a nosił on tytuł Wywód poprzedzający prawa Korony Węgierskiej do Rusi Czerwonej i Podola, tak jako Korony Czeskiej do Księstwa Oświęcimskiego i Zatorskiego.

## II rozbiór Polski – rok 1793
Austria nie brała udziału w drugim rozbiorze, ponieważ była zajęta wojną z rewolucyjną Francją.

## III rozbiór Polski – rok 1795
Trzeci rozbiór objął, jako Nową Galicję: północną Małopolskę z Kielcami, Radomiem i Lublinem oraz wschodnie Mazowsze – łącznie obszar o powierzchni 51 100 km² zamieszkały przez 1,098 mln osób.

## Późniejsze zmiany
W 1809 r. zabór austriacki utracił na rzecz Księstwa Warszawskiego wszystkie ziemie III zaboru oraz część I zaboru (cyrkuł zamojski), a na rzecz Rosji oddano Kraj Tarnopolski. W 1815 na mocy postanowień kongresu wiedeńskiego Kraj Tarnopolski powrócił do Cesarstwa Austrii, a po klęsce Napoleona I w 1815 z terenów Księstwa utworzono Królestwo Polskie. Także w 1815 r. utworzono wokół Krakowa Wolne Miasto, które w 1846 włączono do Austrii. Od 1867 na obszarze zaboru austriackiego istniała autonomia galicyjska, w której Polacy mieli największą swobodę językową i kulturalną spośród zaborów, aż do momentu uzyskania niepodległości.
W czasie I wojny światowej Austro-Węgry wspólnie z Niemcami zajęły dawne Królestwo Polskie. Austro-Węgry okupowały wówczas tereny Kielecczyzny i Lubelszczyzny (Generalne Gubernatorstwo Lubelskie).
Po I wojnie światowej Polska odzyskała cały zabór austriacki, z wyjątkiem większości Spisza.

## Historia zaboru austriackiego

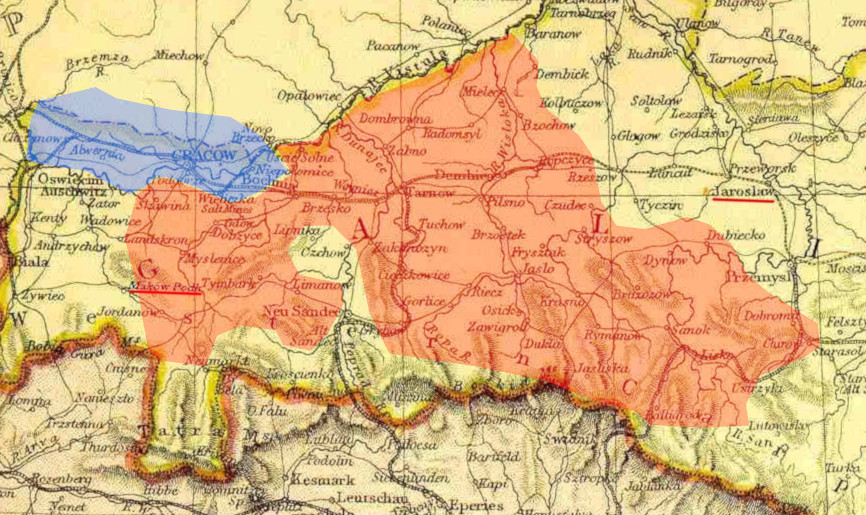
Obszar Galicji objęty rzezią galicyjską (czerwony) w odniesieniu do powstania krakowskiego (niebieski)

Austria była państwem, które wzięło udział w dwóch rozbiorach Polski: pierwszym (1772) i trzecim (1795). Obszar zabrany przez Austriaków stanowił 11% terytorium Polski w granicach z 1772 r. Zamieszkiwało go 3,8 miliona ludności. Nosił nazwę Królestwa Galicji i Lodomerii, zwykle jednak określa się go krótko Galicją.
Początkowo zabór austriacki naznaczony był silną germanizacją. W ramach tzw. kolonizacji józefińskiej powstało w Galicji wiele kolonii niemieckich . Z kolei grono profesorskie na uniwersytetach lwowskim i jagiellońskim w tym okresie składało się niemal wyłącznie z Niemców.
Po przegranej wojnie z Księstwem Warszawskim (1809) Cesarstwo Austrii musiało zrezygnować z terenów zajętych w czasie III zaboru. Po kongresie wiedeńskim z odłączonych od Księstwa Warszawskiego Krakowa i najbliższych okolic utworzono Wolne Miasto Kraków, które poddano wspólnemu nadzorowi trzech państw zaborczych: Rosji, Prus i Austrii. Obejmowało ono obszar liczący 1164 km² z 88 tysiącami mieszkańców.
Po upadku powstania listopadowego mocarstwa rozbiorowe postanowiły znaleźć pretekst, który usprawiedliwiłby zlikwidowanie Wolnego Miasta Krakowa. Dogodnym momentem stał się wybuch powstania krakowskiego w 1846 r. (miał to być ogólnonarodowy zryw przygotowany na emigracji przez Towarzystwo Demokratyczne Polskie). Po jego klęsce przyłączono Wolne Miasto do Galicji.
W latach 1847–1848 miał miejsce wielki głód, w którym śmierć poniosło ponad 400 000 ludzi.
Kilka dni przed rozpoczęciem powstania 19 lutego 1846 doszło do masowych pogromów ludności ziemiańskiej, urzędników dworskich i rządowych oraz księży (tzw. rzezi galicyjskiej). W okolicach Jasła na ich czele stał chłop Jakub Szela. Poprawę warunków życia pracujących na roli przyniosła dopiero w 1848 r. Wiosna Ludów. Wtedy to gubernator Galicji Franz Stadion podjął decyzję o zniesieniu pańszczyzny, uprzedzając tym samym rozporządzenie wydane przez cesarza Ferdynanda I. Chłopi otrzymali ziemię na własność. Z biegiem czasu rozpoczęli dalsze działania, mające na celu polepszenie swojej sytuacji. Przejawem tego było m.in. powstanie nowych organizacji, które miały reprezentować sprawy chłopów.

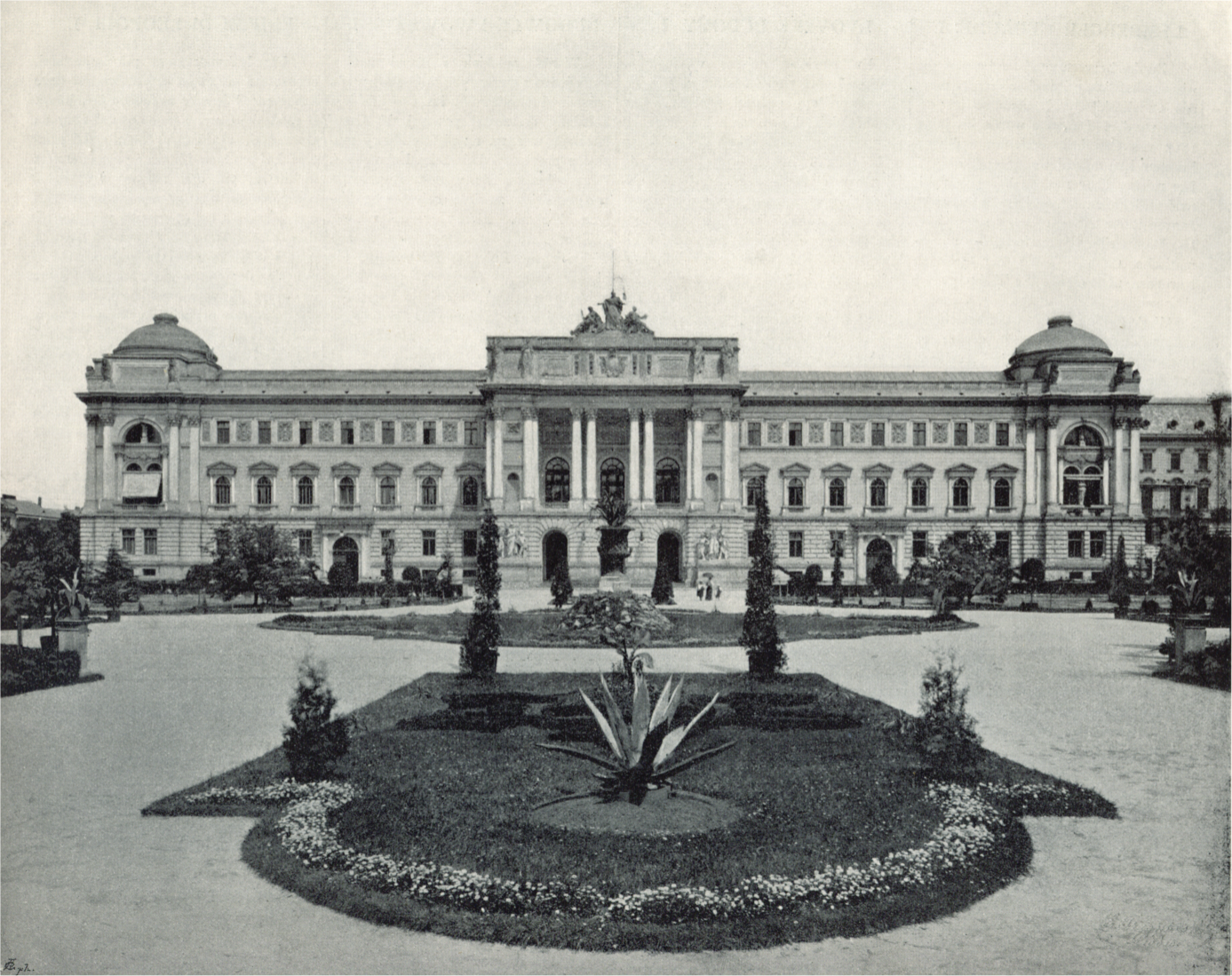
Sejm Krajowy we Lwowie ok. 1898

Pod koniec lat 60. i na początku lat 70. XIX wieku Galicja otrzymała autonomię (w granicach Austro-Węgier). Powołano do życia m.in. Sejm Krajowy i Radę Krajową. Do szkół, urzędów i sądów wprowadzono język polski. Zasiadający w rządzie minister – Polak – miał prawo opiniowania projektów postanowień mających związek z Galicją. Nie brakowało w rządzie ministrów polskich zajmujących się różnorakimi resortami, dwukrotnie zaś Polacy byli premierami. Również Polak stał na czele prowincjonalnej administracji Galicji. Większość ziem pozostających pod zaborem austriackim była zacofana gospodarczo. Rozwijała się natomiast w Galicji polska oświata, nauka i kultura ze swobodą, dużo większą niż w innych zaborach. Autonomia w Galicji dała Polakom warunki najkorzystniejsze od czasów Królestwa Polskiego.
Powstawały tu liczne polskie organizacje polityczne. Od 1869 r. działała w Krakowie konserwatywna grupa, której członków zwano Stańczykami. Jej działaczami byli m.in.: Stanisław Tarnowski, Józef Szujski i Michał Bobrzyński. Zachowując lojalność wobec Austro-Węgier, pragnęli oni jednocześnie rozwoju kulturalnego Galicji. Krytykowali działalność konspiracyjną oraz byli przeciwni przeprowadzaniu jakichkolwiek demonstracji. W 1895 r. na kongresie w Rzeszowie utworzono chłopskie Stronnictwo Ludowe. W swoim programie domagało się ono poszanowania przez zaborcę praw obywatelskich, reformy prawa wyborczego oraz rozwoju oświaty. W 1903 r. zmieniło nazwę na Polskie Stronnictwo Ludowe. W 1897 r. we Lwowie powstało Stronnictwo Narodowo-Demokratyczne (zwane później endecją) z Romanem Dmowskim na czele.
W Galicji, podobnie jak w pozostałych zaborach, tworzyły się również organizacje robotnicze, np. Galicyjska Partia Socjaldemokratyczna (1892).

## Największe miasta w zaborze austriackim
Lista największych miast zaboru austriackiego w 1900 r. oraz ich późniejsza przynależność państwowa:
|     | miasto      | populacja | kraj koronny        | województwo (w 1771) | rok przyłączenia do Austrii | 1930 | 2017    |
| --- | ----------- | --------- | ------------------- | -------------------- | --------------------------- | ---- | ------- |
| 1.  | Lwów        | 159 877   | Galicja i Lodomeria | ruskie               | 1772                        |      | Ukraina |
| 2.  | Kraków      | 91 323    | Galicja i Lodomeria | krakowskie           | 1795, 1846                  |      | Polska  |
| 3.  | Przemyśl    | 46 295    | Galicja i Lodomeria | ruskie               | 1772                        |      | Polska  |
| 4.  | Kołomyja    | 34 188    | Galicja i Lodomeria | ruskie               | 1772                        |      | Ukraina |
| 5.  | Tarnów      | 31 691    | Galicja i Lodomeria | sandomierskie        | 1772                        |      | Polska  |
| 6.  | Tarnopol    | 30 415    | Galicja i Lodomeria | ruskie               | 1772, 1815                  |      | Ukraina |
| 7.  | Stanisławów | 30 410    | Galicja i Lodomeria | ruskie               | 1772                        |      | Ukraina |
| 8.  | Stryj       | 23 205    | Galicja i Lodomeria | ruskie               | 1772                        |      | Ukraina |
| 9.  | Jarosław    | 22 660    | Galicja i Lodomeria | ruskie               | 1772                        |      | Polska  |
| 10. | Drohobycz   | 19 432    | Galicja i Lodomeria | ruskie               | 1772                        |      | Ukraina |
| 11. | Brody       | 17 361    | Galicja i Lodomeria | ruskie               | 1772                        |      | Ukraina |
| 12. | Sambor      | 17 039    | Galicja i Lodomeria | ruskie               | 1772                        |      | Ukraina |
| 13. | Nowy Sącz   | 15 724    | Galicja i Lodomeria | krakowskie           | 1770                        |      | Polska  |
| 14. | Rzeszów     | 15 010    | Galicja i Lodomeria | ruskie               | 1772                        |      | Polska  |

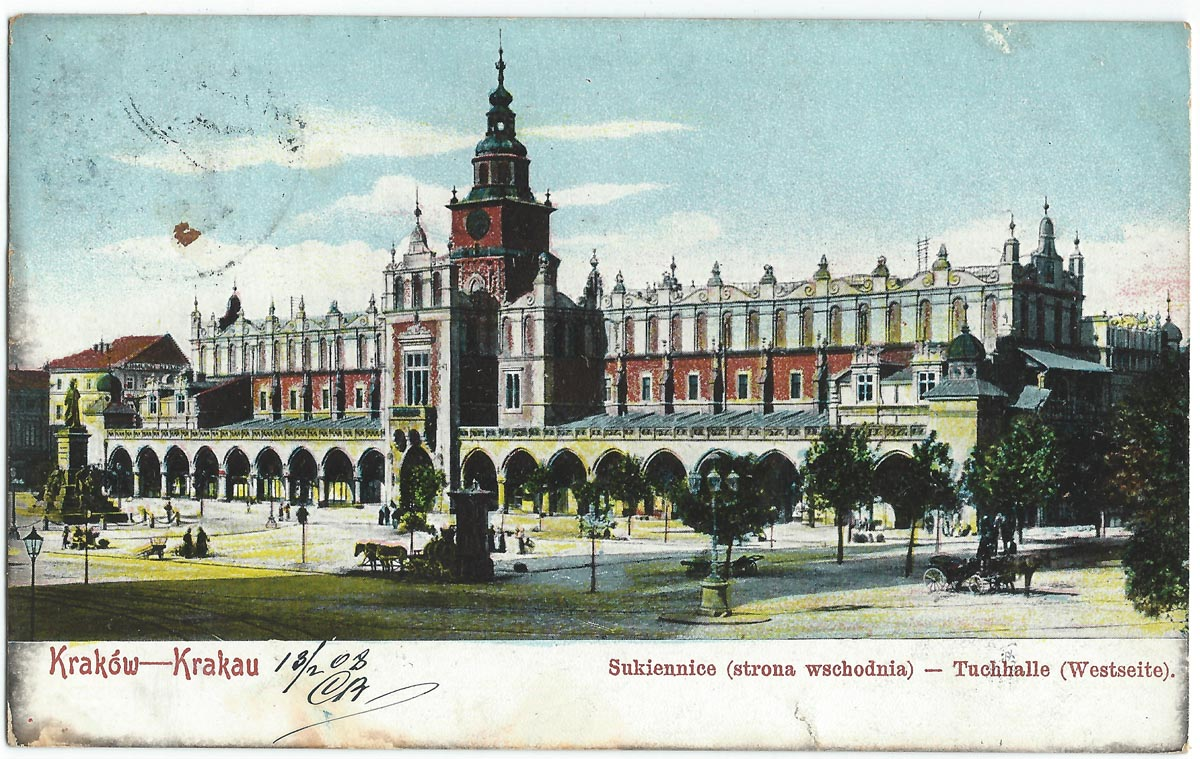
Kraków, pocz. XX w.
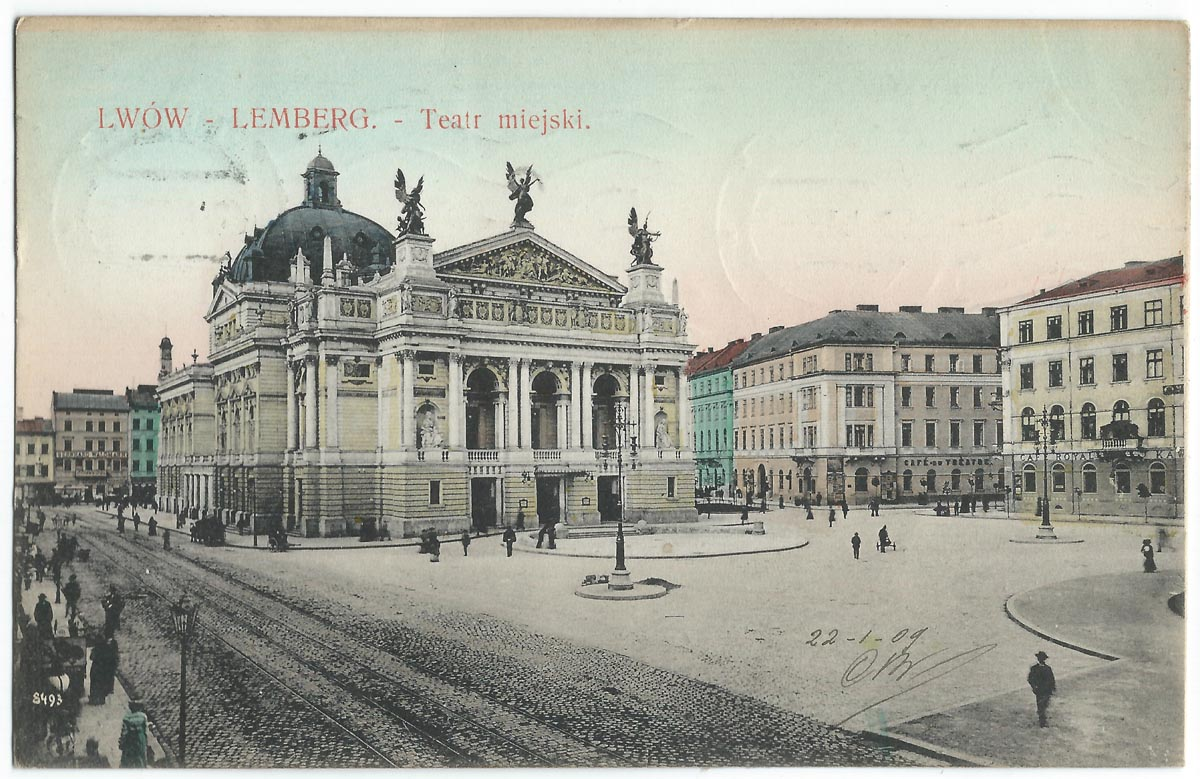
Lwów, pocz. XX w.